# Bankim Chandra Chatterji
Ne doit pas être confondu avec Sharat Chandra Chatterji.
Bankim Chandra Chatterji, en bengali বঙ্কিম চন্দ্র চট্টোপাধ্যায়< (Bankim Chandra Chattopadhyay), anglicisé en Bankim Chandra Chatterjee, est un écrivain bengali, né le 26 juin 1838 à Kantalpara, mort le 8 avril 1894 à Calcutta.

## Biographie
Il reçoit une double éducation, indienne et anglaise. Aussi son œuvre sera-t-elle nourrie de philosophie et de littérature occidentales, tout comme des multiples mythologies de l'Inde.
Il fait des études à l'université de Calcutta, puis entame une longue carrière de fonctionnaire britannique.
Il écrit d'abord en anglais Rajmohan's Wife, publié en 1864, avant de donner une impulsion décisive au roman bengali, l'année suivante, avec Durgeshnondini (littéralement : La fille du maître du fort). Son premier grand succès demeure toutefois Celle qui portait des crânes en boucles d’oreilles (Kapalkundala), paru en 1866, dont l'héroïne est inspirée par le personnage mythologique de Shâkuntalâ et Miranda, la fille du duc de Milan dans La Tempête de Shakespeare.
L'un de ses romans historiques, Le Monastère de la félicité (Ānandamaṭha), paru en 1882, évoque la révolte des sannyasins (les renonçants) en 1769. Ce livre a joué un rôle important dans la montée du nationalisme indien.
Dans ses essais, Bankim Chandra Chatterji proclame notamment le droit à l’indépendance, aux activités économiques et aux droits sociaux de la femme.
Il inspirera grandement l'œuvre de l'écrivain indien Abanîndranâth Tagore.

## Œuvres

### Romans
- Rajmohan's Wife (1864)
- Durgeshnandini (1865) (littéralement: La fille du maître du fort)
- Kapalkundala (1866) Publié en français sous le titre Celle qui portait des crânes en boucles d’oreilles, Paris, Gallimard, coll. « Connaissance de l'Orient : série indienne » no 112, 2005  (ISBN 2-07-077523-2)
- Vishabriksha (1873) (littéralement : L'arbre vénéneux)
- Chandrasekhar (1877)
- Rajani (1877), roman autobiographique
- Kṛṣṇakāntera vila (1878) Publié en français sous le titre Le Testament de Krishnokanto, Paris, Gallimard, coll. « Connaissance de l'Orient : série indienne » no 39, 1973  (ISBN 2-07-028367-4) ; réédition, Paris, Gallimard, coll. « Connaissance de l'Orient : série indienne » no 23, 1988  (ISBN 2-07-071330-X)
- Devi Chaudhurani (1884)
- Sitaram (1886)

### Romans historiques
- Mrinalini (1869)
- Rāja Siṃha (1881), version corrigée et augmentée en 1893 Publié en français sous le titre Rajsimha le Magnifique, Paris, L'Harmattan, coll. « Lettres asiatiques : Inde », 1988 (BNF 34957610)
- Ānandamaṭha (1882) Publié en français sous le titre Le Monastère de la félicité, Paris, Publications orientalistes de France, coll. « D'étranges pays », 1985  (ISBN 2-7169-0209-7) ; réédition, Paris, Le Serpent à plumes, coll. « Motifs » no 169, 2003  (ISBN 2-84261-404-6)

### Essais
- La Personnalité de Krsna (1886)
- Principes du Dharma (1888)
- L'Éducation intégrale, Paris, Éditions Banyan, 2016  (ISBN 978-2-9552868-4-5)